# Marcols-les-Eaux
 Marcols-les-Eaux  là một commune in the Ardèche department of southeastern Pháp.